# Konrad Hesse
Konrad Hesse (29 de janeiro de 1919 em Königsberg, Prússia Oriental, † 15 de março de 2005 em Freiburg im Breisgau) foi um jurista alemão que, de 1975 até 1987, exerceu a função de Juiz do Tribunal Constitucional Federal alemão, localizado em Karlsruhe.

## Vida
Konrad Hesse foi convocado para o serviço militar em 1939, logo após o início da Segunda Guerra Mundial, interrompendo seus estudos de Direito na Universidade de Göttingen. Finda a guerra, ele retomou a faculdade e concluiu seu curso e, em 1955, apresentou sua habilitação. Seu orientador foi Rudolf Smend. No ano de 1956, Hesse tornou-se professor catedrático de Direito Público da Universidade de Freiburgo, onde permaneceu até se aposentar em 1987.
No período de 1961 a 1975, Konrad Hesse foi magistrado no Tribunal Administrativo de Baden-Wüttemberg. A partir de 1975, ele assumiu o cargo de juiz do Tribunal Constitucional Federal alemão, no qual permaneceu até 1987. Ele atuou no Primeiro Senado e sua indicação deveu-se ao Partido Social-Democrata e ao Partido Democrático Liberal. 
Hesse presidiu a Associação de Professores de Direito do Estado da Alemanha (1971-1973) e integrou a Academia Bávara de Ciências de 2003 até sua morte  em 2005.
Na vida pessoal, Hesse foi casado e teve dois filhos.

## Força normativa da Constituição
Hesse tornou-se célebre pelo desenvolvimento da ideia de constituição normativa, em oposição à teoria sociológica da constituição, esposada por Ferdinand Lassalle. Para este jurista, a constituição real seria a soma dos fatores reais de poder, isto é, as estruturas sociais presentes em um determinado contexto histórico e que conformariam o discurso político de um país. A constituição escrita, neste contexto, seria somente válida se conforme aos fatores reais de poder; caso contrário, seria uma simples "folha de papel", sem qualquer validade real.
Hesse, opondo-se a esta teoria, dispunha que a constituição possuiria, de si mesma, uma força constitucional inalienável, capaz de moldar a realidade enquanto é conformada por ela. O autor afirmava que o direito constitucional era ciência, e, portanto, tinha um aspecto prescritivo tanto quanto o tinha analítico, estabelecendo normas de "dever-ser" capazes de conformar o comportamento humano. Aduzia, ainda, que os fatores reais de poder atuariam como condicionantes da norma constitucional, estabelecendo os limites de sua força normativa.

## Hesse e o Brasil
A influência do pensamento de Konrad Hesse no Brasil é profunda e tal se deve, por meio indireto, à tradição do Direito Constitucional português, por efeito das obras de seu discípulo José Joaquim Gomes Canotilho. E, de modo direto, às traduções de seus livros no Brasil, especialmente A força normativa da constituição, por Gilmar Ferreira Mendes, e Elementos de direito constitucional da República Federal da Alemanha, por Luís Afonso Heck, ambos publicados por Sergio Antonio Fabris Editor. Mais recentemente, Otavio Luiz Rodrigues Junior traduziu Direito constitucional e direito privado, editado pela Forense Universitária. 
Os escritos de Hesse são até hoje muito citados na jurisprudência do Supremo Tribunal Federal e do Superior Tribunal de Justiça.

## Principais obras
- Die normative Kraft der Verfassung (1959) - Traduzido para o português por Gilmar Ferreira Mendes sob o título de “A Força Normativa da Constituição” (Fabris, 1991).

- Grundzüge des Verfassungsrecht der Bundesrepublik Deutschland (20. Auflage - 1999), ISBN 3-8114-7499-5 - Traduzido para o português da 20ª edição alemã por Luís Afonso Heck sob o título de “Elementos de Direito Constitucional da República Federal da Alemanha” (Fabris, 1998).

- Verfassungsrecht und Privatrecht (1988), ISBN 3-8114-8588-1 - Traduzido para o português por Otavio Luiz Rodrigues Junior sob o título "Direito Constitucional e Direito Privado" (Forense Universitária, 2012).